# Giovanni Maria Morandi

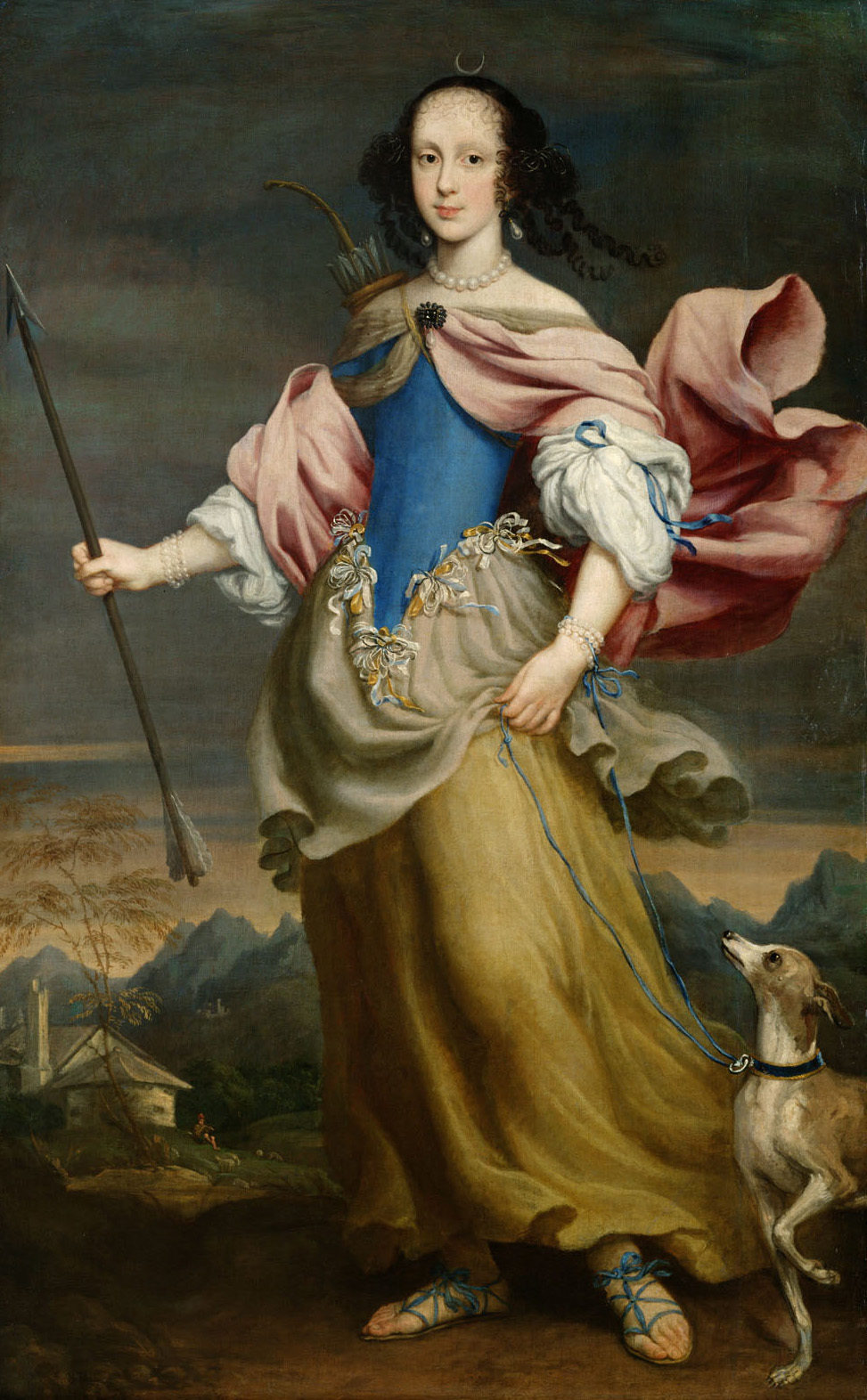
Duchesse Claudia Felicitas,
Kunsthistorisches Museum, 1666

Pour les articles homonymes, voir Morandi.
Giovanni Maria Morandi  (né le 30 avril 1622 à Florence et mort à Rome le 18 février 1717), est un peintre italien de la période baroque de l'école florentine, actif au XVIIe  et au début du  XVIIIe siècle.

## Biographie
Giovanni Maria Morandi a été actif surtout à Rome, Florence et Venise.
À Rome, il a peint de nombreux retables dont la Mort de la Vierge dans l'église Santa Maria della Pace, ainsi que diverses  œuvres à Santa Maria in Vallicella et Santa Maria del Popolo. Il a aussi peint une Annonciation de l'église de l'hôpital Santa Maria della Scala de Sienne.
Francesco Conti, Giovanni Battista Marmi, Pietro Nelli, Odoardo Vicinelli (1684- 1755) et Francesco Zuccarelli  furent de ses élèves.

## Œuvres
- Le Pape Alexandre VII porté à la procession du Corpus Domini, Musée des beaux-arts de Nancy.
- Portrait du cardinal Marcello Durazzo, Collection Laincel-Vento, musée Calvet, Avignon.
- Mariage de la Vierge,
- Les trois Maries au sépulcre,
- Conversion de saint Paul, études

## Sources
- (en) Cet article est partiellement ou en totalité issu de l’article de Wikipédia en anglais intitulé « Giovanni Maria Morandi » (voir la liste des auteurs).
- Site Italycyberguide.com